# 和田重正
和田 重正（わだ しげまさ、1907年1月23日 - 1993年5月15日）は、日本の教育家、文筆家。

## 人物・来歴
鎌倉生まれ。父は鉱物学者の和田八重造。
浦和高等学校卒、1929年東京帝国大学法学部法律学科卒。17歳の頃から人生に深く悩み、28歳で機縁にめぐりあって東京西荻窪で青年のため、一誠寮をという寮を開く。
戦後は小田原で「はじめ寮」、1967年から山北町に一心寮を設けて青少年と生活をともにする。
くだかけ会（家庭教育を見直す会）主宰。同行教育人生科を提唱。息子の和田重良が後継者となり「くだかけ生活舎」を運営している。

## 著書
- 『葦かびの萠えいずるごとく』正続　柏樹社 1964
- 『山あり花咲きて父母いませり』柏樹社 1967
- 『欲望の教育』柏樹社 まみず新書 1970
- 『人間のための教育』柏樹新書 1971
- 『よい学校』柏樹新書 1971
- 『国家エゴイズムを超えて』柏樹社 1972
- 『バカをやめて利口になろう』柏樹新書 1973
- 『もう一つの人間観』柏樹社 1975
- 『家庭教育』柏樹新書 1976
- 『あしかび全集』全5巻 柏樹社 1977
- 『家庭教育のねらい2　生き生き育つ』柏樹社 1978
- 『家庭教育のねらい1　子どもの能力伸長のキメテ』柏樹社 1978
- 『家庭教育のねらい3　子どもの意欲は安らぎから』柏樹社 1979
- 『よい教育の場を求めて』柏樹社 1980
- 『生きることを考える本 精選あしかび』地湧社 1983
- 『教育は生活から 成長の下地を養うために』地湧社 1983
- 『母の時代 深い智慧に生きるために』地湧社 1983
- 『もう一つの人間観』地湧社 1984
- 『蝉しぐれ』和田純子編 くだかけ社 1985
- 『母、大地、そして悠久』地湧社 1985
- 『爛漫の春』和田純子編 くだかけ社 1985
- 『いのち・やすらぎ』和田純子編 くだかけ社 1986
- 『縁ありて わが人生』和田純子編 くだかけ社 1986
- 『山にいて若者と共に人生科 道徳教育をこえて』くだかけ社 1986
- 『おとなになる 人生科2』くだかけ社 1987
- 『自覚と平和 国家エゴイズムを超えて』「自覚と平和」刊行会編 くだかけ社 1987
- 『べんきょう よく見・よく聞く 人生科3』くだかけ社 1988
- 『和田重正のあんしん』和田重良編著 くだかけ社 くだかけトルーライフシリーズ 1996
- 『極楽 和田重正・宗教談話集』くだかけ社 2000
- 『無一可 和田重正・人生詩集』くだかけ社 2000

### 共編著
- 『福祉の思想・入門講座』全4巻　伊藤隆二,上田薫共編 柏樹社 1976
- 『人間を見る目・教育を見る目』伊藤隆二対談 柏樹社 1977